# Уэст-Брейдентон
Уэст-Брейдентон (англ. West Bradenton) — статистически обособленная местность, расположенная в округе Манати (штат Флорида, США) с населением в 4444 человека по статистическим данным переписи 2000 года.

## География
По данным Бюро переписи населения США статистически обособленная местность Уэст-Брейдентон имеет общую площадь в 3,88 квадратных километров, из которых 3,63 кв. километров занимает земля и 0,26 кв. километров — вода. Площадь водных ресурсов округа составляет 6,7 % от всей его площади.
Статистически обособленная местность Уэст-Брейдентон расположена на высоте 5 м над уровнем моря.

## Демография
| Год переписи        | Нас. |  | %±     |
| ------------------- | ---- |  | ------ |
| 1980                | 6162 |  | —      |
| 1990                | 8767 |  | 42,3%  |
| 2000                | 4444 |  | −49,3% |
| 1980–2000 Источник: |      |  |        |

По данным переписи населения 2000 года в Уэст-Брейдентоне проживало 4444 человека, 1292 семьи, насчитывалось 1698 домашних хозяйств и 1772 жилых дома. Средняя плотность населения составляла около 1145,36 человека на один квадратный километр. Расовый состав населённого пункта распределился следующим образом: 97,05 % белых, 0,52 % — чёрных или афроамериканцев, 0,18 % — коренных американцев, 0,92 % — азиатов, 0,05 % — выходцев с тихоокеанских островов, 0,88 % — представителей смешанных рас, 0,41 % — других народностей. Испаноговорящие составили 2,68 % от всех жителей статистически обособленной местности.
Из 1698 домашних хозяйств в 34,1 % воспитывали детей в возрасте до 18 лет, 63,7 % представляли собой совместно проживающие супружеские пары, в 9,4 % семей женщины проживали без мужей, 23,9 % не имели семей. 19,4 % от общего числа семей на момент переписи жили самостоятельно, при этом 9,0 % составили одинокие пожилые люди в возрасте 65 лет и старше. Средний размер домашнего хозяйства составил 2,62 человека, а средний размер семьи — 3 человека.
Население статистически обособленной местности по возрастному диапазону по данным переписи 2000 года распределилось следующим образом: 25,4 % — жители младше 18 лет, 5,0 % — между 18 и 24 годами, 25,9 % — от 25 до 44 лет, 27,5 % — от 45 до 64 лет и 16,2 % — в возрасте 65 лет и старше. Средний возраст жителей составил 41 год. На каждые 100 женщин в Уэст-Брейдентон приходилось 91,1 мужчин, при этом на каждые сто женщин 18 лет и старше приходилось 89,8 мужчин также старше 18 лет.
Средний доход на одно домашнее хозяйство статистически обособленной местности составил 52 989 долларов США, а средний доход на одну семью — 57 400 долларов. При этом мужчины имели средний доход в 38 168 долларов США в год против 24 471 доллар среднегодового дохода у женщин. Доход на душу населения статистически обособленной местности составил 52 989 долларов в год. 3,3 % от всего числа семей в населённом пункте и 5,2 % от всей численности населения находилось на момент переписи населения за чертой бедности, при этом 4,9 % из них были моложе 18 лет и 4,8 % — в возрасте 65 лет и старше.